# The Good Girl
The Good Girl ist ein Tragikomödie von Regisseur Miguel Arteta aus dem Jahr 2002 mit Jennifer Aniston in der Hauptrolle.

## Handlung
Die 30-jährige Justine Last arbeitet im Supermarkt Retail Rodeo in einem kleinen Ort in Texas. Ihr Ehemann Phil ist Maler und Lackierer, der seine meiste freie Zeit mit seinem Single-Freund und Arbeitskollegen Bubba Marihuana rauchend auf der Couch vor dem Fernseher verbringt. Sie ist gelangweilt von ihrer Arbeit und ihren Zukunftsaussichten und fühlt sich gefangen. Ihr Babywunsch erfüllt sich nicht, woraufhin sie Phil zum Arzt schickt, um herauszufinden, ob er überhaupt zeugungsfähig ist.
Im Supermarkt lernt sie den 22-jährigen Kassierer und Studienabbrecher Holden Worther kennen. Er träumt von einer Karriere als Autor und hat seinen Vornamen von der Hauptperson Holden Caulfield in J. D. Salingers Der Fänger im Roggen übernommen. Justine fühlt sich von ihm verstanden, da auch er sich verloren fühlt und beide die Welt hassen. Sie verliebt sich in ihn, und die beiden beginnen eine Affäre.
Die Affäre wird komplizierter, als Bubba die beiden bei einem Besuch im Motel beobachtet und Justine erpresst: Er wird Phil von der Affäre erzählen, wenn sie nicht mit ihm schläft. Sie gibt widerwillig nach, und sie schlafen miteinander. Allerdings beobachtet Holden dieses und konfrontiert Justine damit. Als Holden in Tränen ausbricht, realisiert Justine, dass Holden eine unsichere, zwanghafte und unreife Person ist.
Anschließend ahnt Justine, dass sie wohl schwanger ist. Phil kommt dazu als sie den Schwangerschaftstest macht und erfährt dadurch von der Schwangerschaft, worüber er sich sehr freut. Allerdings weiß Justine nicht, ob das Kind von Holden, Bubba oder Phil ist. Letzteres kann sie ausschließen, da das Testergebnis des Spermiogramms besagt, dass Phil keine Kinder zeugen kann. Phil und Justine reden sich ein, dass die Ärzte sich getäuscht hätten. Bubba unterstützt diese These, um seine Freundschaft zu Phil zu retten.
Holden raubt inzwischen den Supermarkt aus und stiehlt 15.000 US-Dollar, um mit Justine ein neues Leben zu beginnen. Justine packt ihre Sachen und nimmt ihren Wagen, um zu Holden zu fahren, der in einem Motel auf sie wartet. Während sie an einer Kreuzung an einer roten Ampel hält, denkt sie über ihre Zukunft nach und entscheidet sich gegen Holden. Sie verrät der Polizei, wo er sich aufhält. Als diese im Motel erscheint, um Holden zu verhaften, erschießt er sich.
Sie kehrt zu ihrem Ehemann Phil zurück. Selbiger erfährt dann durch Kreditkartenabrechnungen von der Affäre. Er ohrfeigt Justine und ist außer sich. Er fragt sie weinend, ob das Kind von ihm sei. Sie überzeugt ihn davon, dass es so sei, und das Baby wird geboren.

## Hintergrund
Der Film wurde in Kalifornien gedreht. Seine Produktionskosten betrugen schätzungsweise 5 Millionen US-Dollar. Er spielte in den US-Kinos 14 Millionen US-Dollar ein.

## Kritik
James Berardinelli schrieb auf ReelViews, dass die Routine zwar für die meisten Menschen komfortabel sei, aber sie für Justine Last zum Gefängnis wurde. Der Film zeige anschaulich ein Leben im Stillstand („an effective portrait of a life in stasis“). Berardinelli lobte die Regie, das Drehbuch und die Darstellung von Jennifer Aniston. Er schrieb, dass der Film die an ihre andere Rolle in Friends gewohnten Fans von Jennifer Aniston enttäuschen könne.

## Auszeichnungen
- Jennifer Aniston gewann im Jahr 2003 den Teen Choice Award. Jake Gyllenhaal und Jennifer Aniston erhielten weitere Nominierungen für den Teen Choice Award.
- Jennifer Aniston, Jake Gyllenhaal, John C. Reilly und Mike White wurden im Jahr 2003 für den Golden Satellite Award nominiert.
- Mike White gewann 2003 den Independent Spirit Award; Jennifer Aniston, John C. Reilly und Matthew Greenfield wurden für den gleichen Preis nominiert. Gina Kwon erhielt im Jahr 2005 als Produzentin einen weiteren Independent Spirit Award.
- Daniel Bradford gewann im Jahr 2002 in der Kategorie „Best Art Direction“ einen Preis des Gijón International Film Festivals. Miguel Arteta wurde für einen Preis dieses Festivals nominiert.